# Bifidobacteriaceae
Famille
Les Bifidobacteriaceae forment une famille de bactéries gram positives commensales du phylum Actinomycetota.

## Description
Les Bifidobacteriaceae comprennent des bacilles pléomorphes capables de se présenter seuls, ou en chaîne ou regroupés. Ce sont des bactéries gram positives à l'exception de Gardnerella vaginalis dont la coloration de Gram est variable. Les cellules n'ont pas de capsules. Elles ne forment pas de spores. Elles sont non mobiles et non filamenteuses. 
Ce sont majoritairement des bactéries anaérobies à l'exception de quelques espèces de Bifidobacterium qui sont tolérantes à l'oxygène en présence de CO2 et des Gardnerella qui sont anaérobies facultatives.
Ces bactéries sont négatives pour les tests d'hydrolyse de la gélatine, test indole et oxydase. Le test catalase est en général négatif sauf pour les espèces Bifidobacterium indicum et Bifidobacterium asteroides.

## Liste des genres
Selon la base taxonomique LPSN (29 octobre 2023), les Bifidobacteriaceae comprennent 10 genres publiés de manière valide :
- Aeriscardovia Simpson et al. 2004
- Alloscardovia Huys et al. 2007
- Bifidobacterium Orla-Jensen 1924
- Bombiscardovia Killer et al. 2014
- Galliscardovia Pechar et al. 2017
- Gardnerella Greenwood & Pickett 1980
- Neoscardovia García-Aljaro et al. 2015
- Parascardovia Jian & Dong 2002
- Pseudoscardovia Killer et al. 2014
- Scardovia Jian & Dong 2002

## Taxonomie
Le nom correct complet (avec auteur) de ce taxon est Bifidobacteriaceae Stackebrandt et al. 1997.
Le genre type est : Bifidobacterium Orla-Jensen 1924.

### Étymologie
L'étymologie de cette famille est la suivante : N.L. neut. n. Bifidobacterium, genre type de la famille; L. fem. pl. n. suff. -aceae, suffixe pour définir une famille; N.L. fem. pl. n. Bifidobacteriaceae, la famille de Bifidobacterium,.